# Guillaume Olive
Guillaume Olive, né le 1er novembre 1972, est auteur de livres pour la jeunesse.

## Biographie
Guillaume Olive est sinologue formé à l’École pratique des hautes études.

## Vie privée
Il a vécu plusieurs années en Chine, où il a rencontré sa femme He Zhihong.

## Livres
- Le daim mangeur de tigre, L’école des loisirs[3], 2002
- La déesse Nüwa, Syros Jeunesse, 2002
- Contes de Mandchourie : Le fleuve du dragon noir, L’école des loisirs, 2003
- Contes des peuples de Chine, Syros Jeunesse, 2003 (Prix de la Nuit du Livre)
- Lili et le goût de la Chine, Bleu de Chine, 2004
- Lili et le rêve du papillon, Bleu de Chine, 2005
- Contes de Chine, Syros Jeunesse, 2005
- Le cerf-volant dans l’arbre, Picquier Jeunesse, 2006
- J’apprends la calligraphie chinoise, Picquier Jeunesse, 2006
- La forêt des pandas, Seuil Jeunesse, 2006 (Prix Saint-Exupéry)
- Poèmes de Chine, Seuil, 2009
- La Grande Muraille de Chine, Casterman[4], 2009
- Nian le terrible, Seuil Jeunesse, 2012[5]
- Voilà le loup, Flammarion, 2013
- 10 contes de Chine, Flammarion Jeunesse, 2014
- Contes de Chine : L'origine des grandes fêtes, Seuil Jeunesse, 2014
- Le Plouf[6], Les éditions des éléphants, 2015
- Où es-tu Léo ?[7], Seuil Jeunesse, 2016
- Les lapins et la tortue, Les éditions des éléphants, 2016
- Contes des peuples de Chine, Les éditions des éléphants, 2016
- Je t'aime, Seuil Jeunesse[8], 2017
- La Chine en 12 récits, Flammarion Jeunesse, 2017
- Le renard et le tigre, Les éditions des éléphants, 2017
- Les singes et la lune, Les éditions des éléphants, 2018
- Les animaux du zodiaque, Les éditions des éléphants, 2019
- Les sept frères chinois, Les éditions des éléphants, 2020
- Au fil du temps, Les éditions des éléphants, 2021
- La fleur du roi dragon : et autres contes de Chine, Flammarion Jeunesse, 2023
- Contes des dieux et déesses du bout du monde, Seuil Jeunesse, 2024